# Carl Theodor von Piloty
Carl Theodor von Piloty (ur. 1 października 1826 w Monachium, zm. 21 lipca 1886 w Ambach am Starnberger See) – niemiecki malarz, przedstawiciel realistycznego historyzmu.

## Życiorys
Carl Theodor von Piloty urodził się 1 października 1826 roku w Monachium. Był synem znanego litografa monachijskiego, Ferdinanda Pilotyego Starszego (1786–1844) i bratem Ferdinanda von Pilotyego Młodszego (1828–1895), również malarza.
Pierwsze nauki pobierał u ojca, który sporządzał reprodukcje dzieł starych mistrzów i nauczył syna precyzyjnego oddawania barw Rubensa i van Dycka.
W roku 1840 rozpoczął studia na monachijskiej Akademii Sztuk Pięknych u Karla Schorna (1800–1850) i Juliusa Schnorra von Carolsfelda (1794–1872). Na jego twórczość miały wpływ dzieła belgijskich malarzy historycznych wystawiane w Monachium w 1842 roku, w szczególności prace Louisa Gallaita (1810–1887).
Po śmierci ojca w 1844 roku von Piloty przejął prowadzenie warsztatu litograficznego ojca „Piloty & Löhle“. W 1846 roku wyjechał w podróż studialną do Włochy, Brukseli, Antwerpii i Paryża. W 1848 roku skopiował obraz Gallaita „Abdykacja Karola V.”. W 1852 roku wyjechał do Antwerpii, by kształcić się u Gallaita.
Początkowo zajmował się malarstwem rodzajowym. Na zamówienie króla Maksymiliana II namalował w roku 1854 obraz „Przystąpienie Maksymiliana I do Ligi Katolickiej 1609”. Od tego czasu zajął się głównie malarstwem historycznym.
W roku 1856 został powołany na profesora monachijskiej Akademii Sztuk Pięknych. Do jego uczniów zaliczali się Franz von Lenbach (1836–1904), Franz von Defregger (1835–1921), Rudolf Epp (1834–1910), Hans Makart (1840–84), Wilhelm von Diez (1839–1907).
W 1863 roku został członkiem Akademii Berlińskiej, która zaproponowała mu prowadzenie akademii – von Piloty odmówił z uwagi na zamówienie króla Ludwiga II na obraz Thusneldy. W 1874 roku został dyrektorem monachijskiej Akademii Sztuk Pięknych.
Zmarł 21 lipca 1886 roku w Ambach am Starnberger See. Został pochowany na Starym Cmentarzu Południowym w Monachium.

## Twórczość
Von Piloty tworzył wielkoformatowe obrazy historyczne o patetycznej inscenizacji, często odnosząc się do tragicznych losów jednostek – np. „Seni nad zwłokami Wallensteina” czy „Śmierć Cezara”. Z naukową dokładnością oddawał historyczne detale kostiumów i otoczenia. Uznawany jest za jednego z najważniejszych przedstawicieli historyzmu realistycznego w Niemczech.

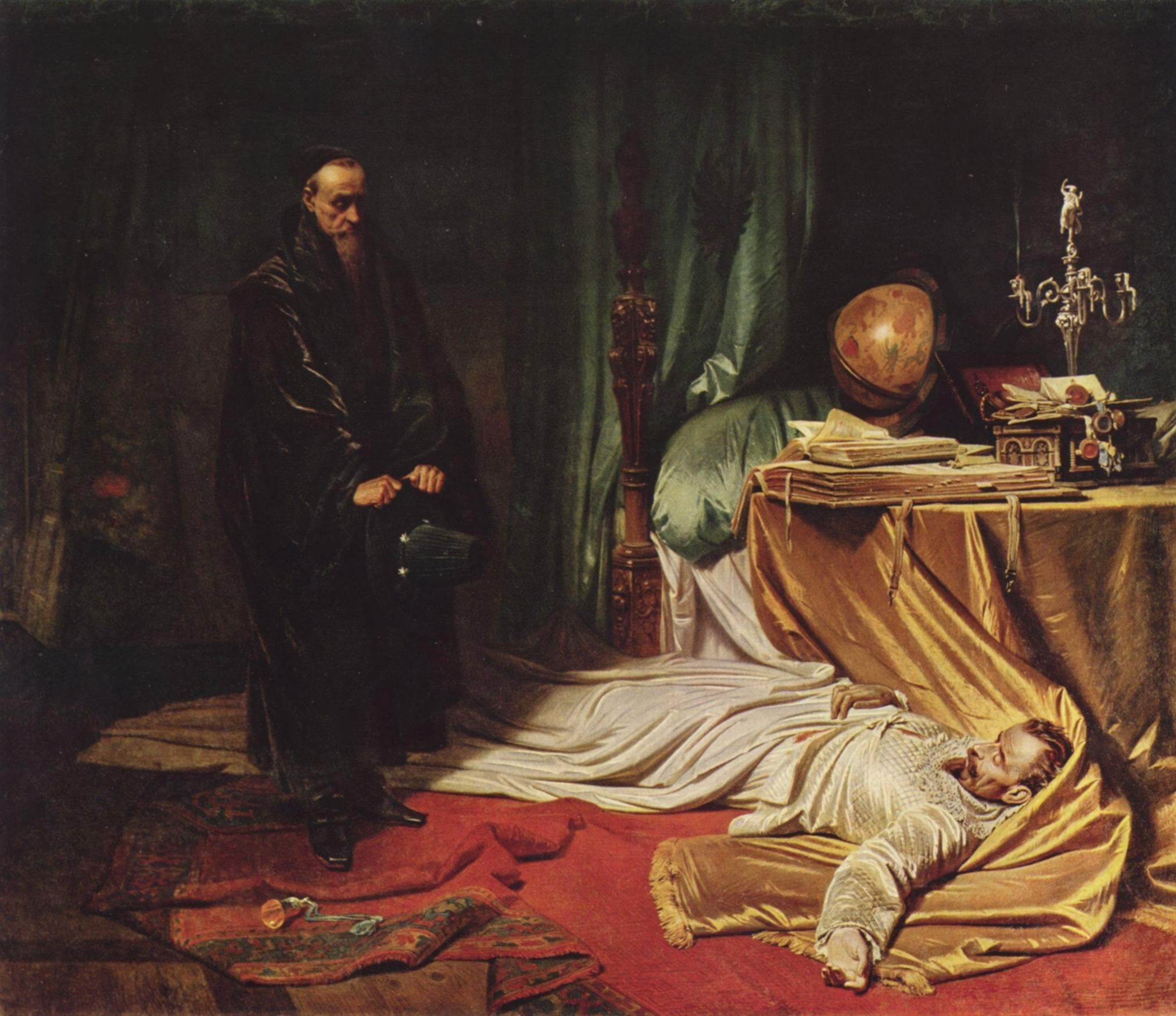
Seni nad zwłokami Wallensteina (1855)
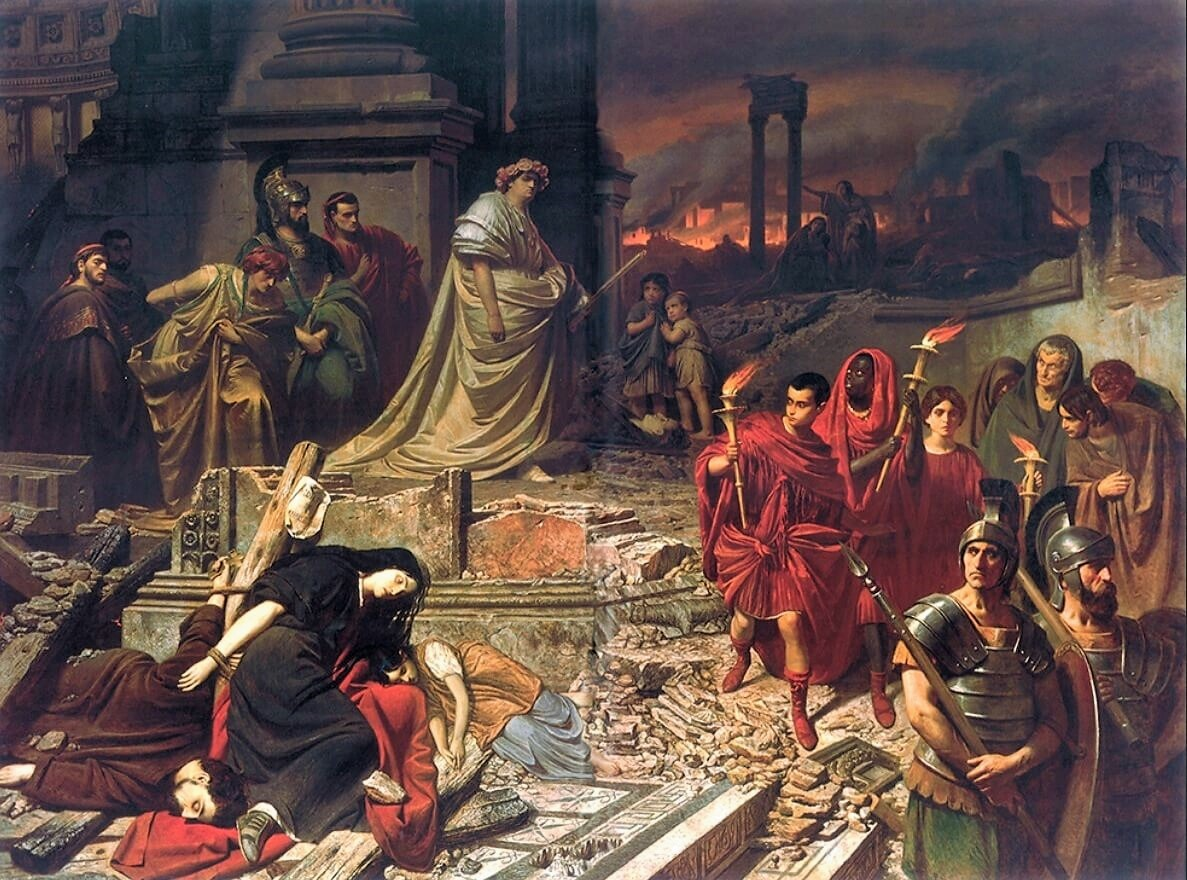
Neron przygląda się pożarowi Rzymu (ok. 1861)
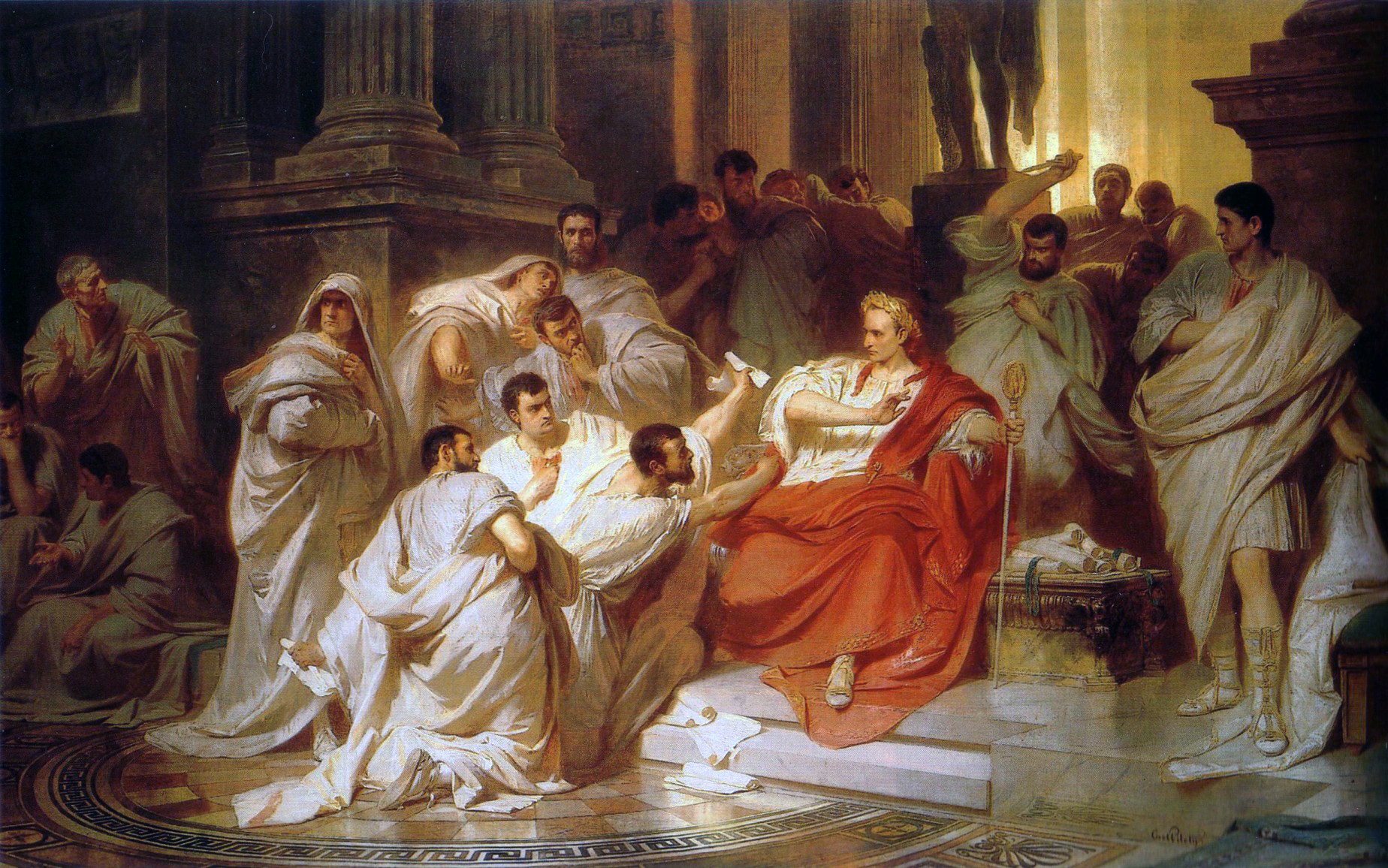
Śmierć Cezara (1867)
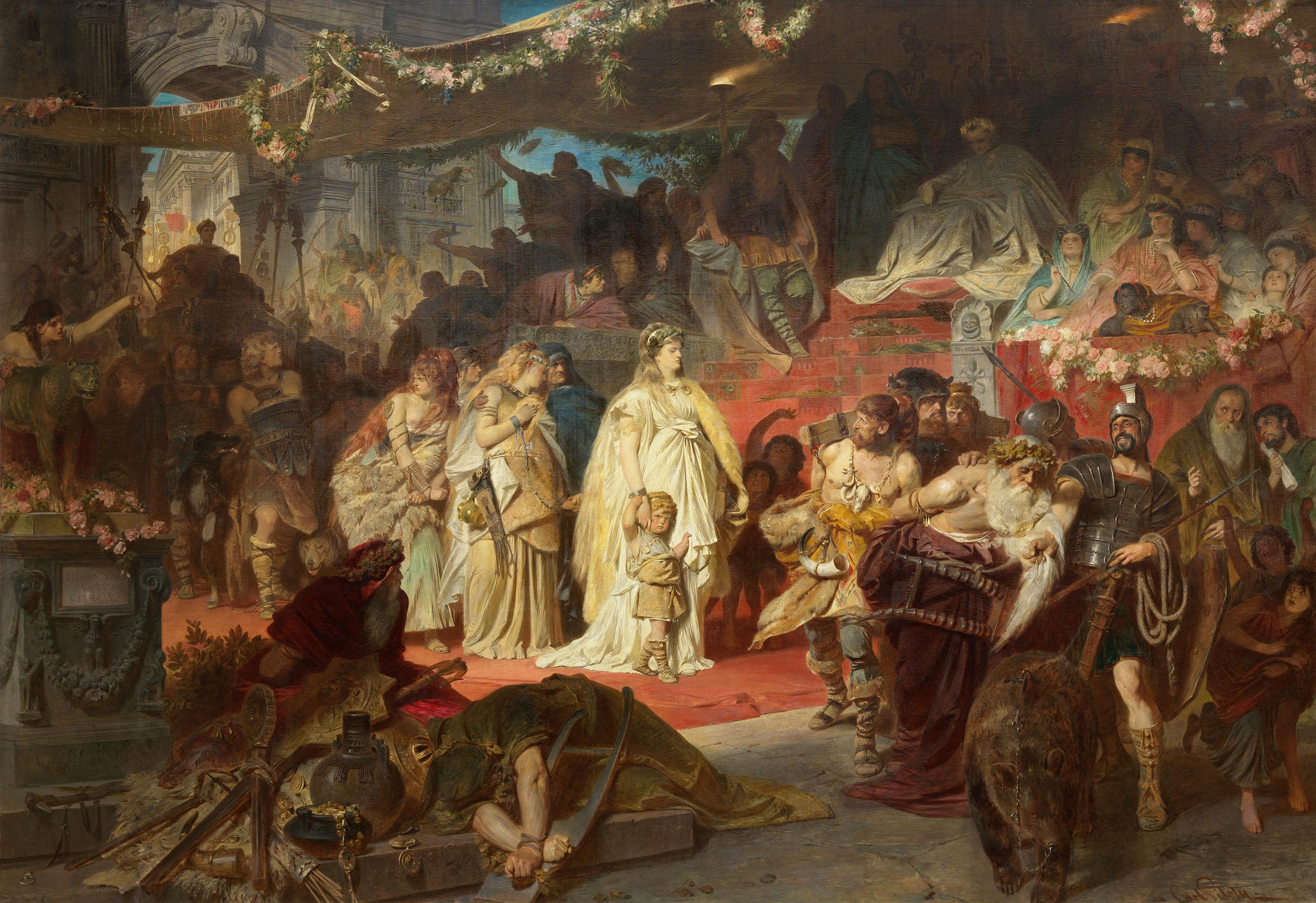
Thusnelda na pochodzie triumfalnym Germanicusa (1883)